# Силлабус
Силлабус (лат. Syllabus Errorum  — «список заблуждений») — список осуждаемых учений и принципов, изданный в Римской церкви в 1864 году. В прошлом термин (лат. syllabus — каталог) использовался Римской церковью для кодификации изданных папами законов.
8 декабря 1864 года Папа Пий IX издал как приложение к энциклике «Quanta Cura», ставший знаменитым «Syllabus Errorum» — «Список важнейших заблуждений нашего времени», анафематствовавший пантеизм, натурализм, рационализм, социализм, коммунизм, тайные общества, библейские общества, принципы свободы совести и отделения Церкви от государства, выступающих против Церковного государства, считающих протестантизм одной из Церквей и др.
В целом «Syllabus Errorum» был направлен против политического, религиозного, культурного и хозяйственного либерализма.
Был негативно воспринят в протестантских странах, проигнорирован в США; правительство Франции пыталось запретить его распространение.